# Урвенна
Урве́нна — село в Україні, у Рівненському районі Рівненської області. Село у складі Здовбицької сільської громади, колишній центр Урвенської сільської ради. Населення становить 478 осіб. Розташоване за 10 км від Здолбунова і за 20 км від Рівного.
У селі нараховується 139 дворів, є інтернат для інвалідів, клуб, крамниця, тваринна ферма КСП «Колос».

## Назва
Назва Урвенна походить від болотища Урва на східній околиці села. Село також було відоме як Урвена, Урвенка, згадувалося також як Урвіаня (Урв'яня), Урванна, Урвяна, Гурвена.

## Історія
Урвенна вперше згадується в акті 30 вересня 1497 року як Урвіаня, коли в замку поблизу села Топорище (сьогодні Житомирська область) великим литовським князем Олександром Урвенна серед інших поселень була надана дарчою грамотою гетьманові Костянтину Острозькому.
Село згадується під назвою Урвяна в 1583 році в поборовиму реєстрі Луцького повіту як власність маршала волинської землі, князя Костянтина Острозького, яка платила від 7 «димів», 1 города, 5 «підсудків» (волосних чиновників). Пізніше село належало Порчинським. На початку XIX століття власником села був маршалок рівненського повіту Віталіс Порчинський. Згідно з актом 1596 року в Урвенній будувався новий дворовий палац, поблизу якого створювали паркові алеї, прокладали «тверду дорогу» до Лідави, «теребили» чагарники для паркових насаджень, оновлювали сад.
Село згадується декілька разів в актах під час української національно-визвольної війни 1648—1654 років у зв'язку із сутичками дворових дозорців з козацько-селянськими загонами. Урвенна згадується після 1667 року в списку постраждалих від війни сіл як поселення з лише 5 заселеними дворами.
За даними 1889 року село мало крамничку, деревообробну майстерню, смолокурню, фільваркові атрибути та було єпархіяльно підпорядковане Гільчі Першій.
У 1906 році село Здовбицької волості Острозького повіту Волинської губернії. Відстань від повітового міста 26 верст, від волості 6. Дворів 52, мешканців 590.
У січні 1918 року на певний час було зайняте радянським військами.
У 1921 році до складу гміни Здовбиця Рівненський повіту Люблінського воєводства Польської Республіки офіційно входило дві Урвени — село Урвена Влосцянська (пол. Urwena Włościańska) та село Урвена Чеська (пол. Urwena Czeska).
Під час Другої світової війни село входило до підрайону № 20 районного проводу № 9 «Земля» ОУН. 32 мешканці Урвенни воювали в складі Червоної армії під час Німецько-радянської війни.
Згідно з довідником 1947 року в Урвенній була сільська рада з приналежними до неї чотирма хуторами. Відповідно до енциклопедії «Історія міст і сіл Української РСР» (1973) у селі були клуб, бібліотека, дільнична лікарня, відділення зв'язку з автоматичною телефонною станцією.

## Населення
У 1906 році в селі було 52 двори та 590 мешканців.
За даними перепису населення Польщі 1921 року в селі Урвені Влосцянській налічувалося 76 будинків та 418 мешканців, з них 220 чоловіків та 198 жінок; усі 418 жителів — православні українці. Водночас у селі Урвені Чеській було 14 будинків та 103 мешканці, з них:
- 55 чоловіків та 48 жінок;
- 81 православний, 22 римо-католики;
- 25 українців, 1 поляк, 77 осіб іншої національності.

Відповідно до енциклопедії «Історія міст і сіл Української РСР» (1973) у селі тоді проживало 637 осіб, було 172 двори.
Згідно з переписом УРСР 1989 року чисельність наявного населення села становила 545 осіб, з яких 378 чоловіків та 167 жінок.
За переписом населення 2001 року в селі мешкало 468 осіб, 100 % населення вказали своєї рідною мовою українську мову.

## Культура

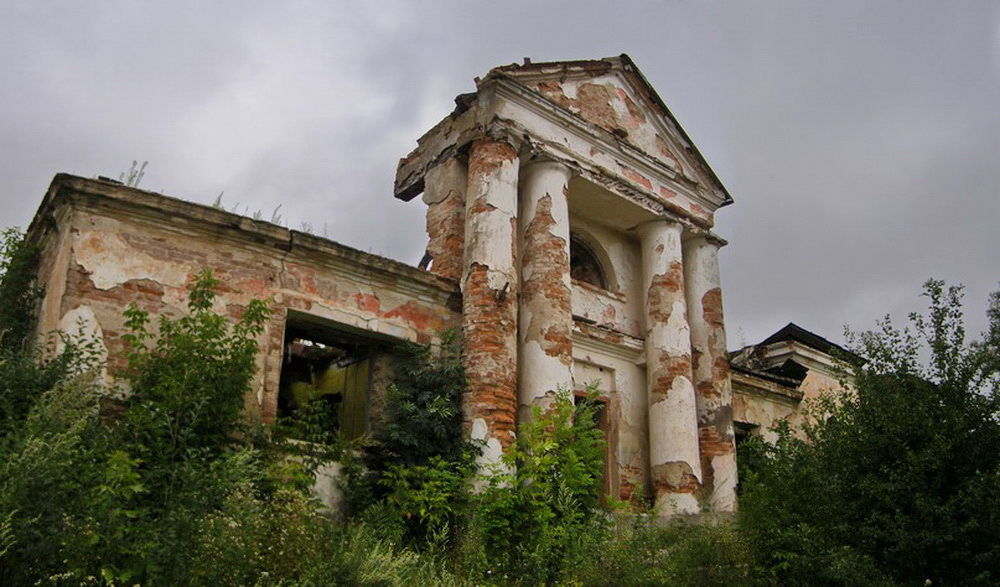
Заїзд та корчма XIX сторіччя

У селі розташований руїни невеликого палацу, у центрі села є сильно пошкоджений заїзд середини XIX століття. Крім того, у селі споруджено обеліск загиблим у Німецько-радянській війні.

### Палац

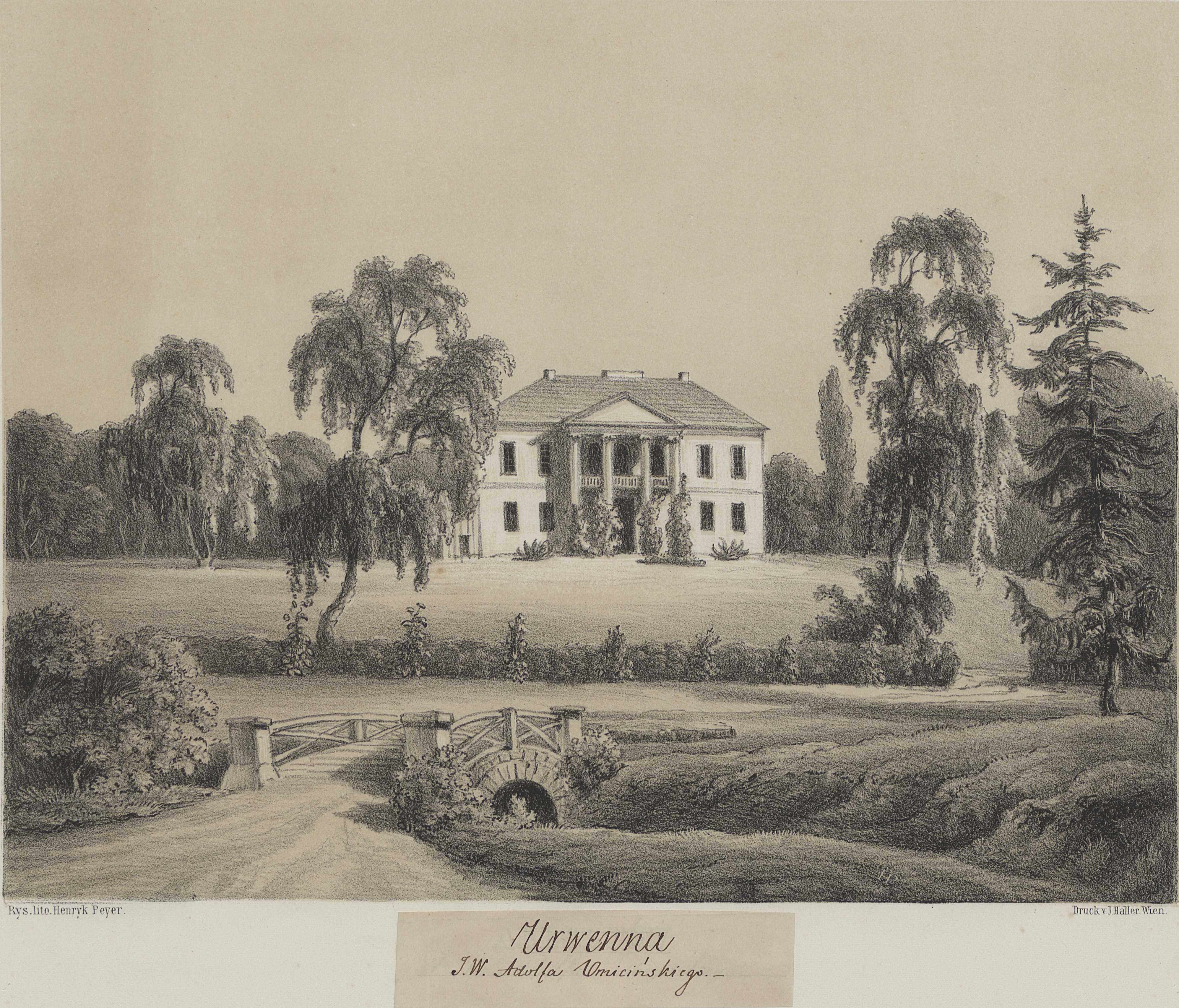
Генріх Пеєр. «Урвенна», близько 1850 року.

Цей невеликий палац та парк довкола нього був створений на початку XIX століття власником села, маршалком місцевої шляхти Віталісом Порчинським. Будівництво палацу було закінчено близько 1828 року. Малюнки палацу робили Генріх Пеєр та, дещо пізніше, Наполеон Орда.
|                           | [Палац в Урвенній] гримів на всю околицю — як через милу оку архітектуру, так і через внутрішнє оздоблення, що разом з англійським парком, що оточував палац, складало прегарну єдність, гарно утримувалося |
| — Шимон Конопацький, 1827 | |

У минулому це була двоповерхова споруда в стилі класицизму. У центрі містився 4-колонний портик. Колони іонічного ордеру по центру перетиналися балконом другого поверху. Весь будинок був накритий високим дахом. Перед головним фасадом розташовувався парк. Заїжджали на територію через арковий мурований місток. У першій половині XIX століття за невідомих обставин збудували ще один корпус біля палацу.
У 1879 році після того, як Омельчинські, тогочасні власники села, емігрували в Париж, сільський маєток був розпарцельований (розподілений) серед чеських колоністів, зокрема палац був розділений між двома їхніми родинами.
Ймовірно, палац існував аж до Другої світової війни. У післявоєнний час до палацу зроблена добудова, а на місці парку зведені нові будинки. Сьогодні палац використовується як житловий будинок, другий корпус сильно пошкоджений та продовжує руйнуватися.

## Релігія
У східній частині села розташована церква Казанської Ікони Богоматері, збудована в 1994 році. 20 січня 2019 року громада села на парафіяльних зборах одноголосно ухвалила рішення про перехід до Православної церкви України. До цього сільська громада належала до Української православної церкви Московського патріархату.
За припущенням історика Ігоря Тесленка Урвенна в другій половині XVI — на початку XVII століття належала до приходу села Гольче Острозької волості.